# Notoplitesigia biseriata
Notoplitesigia biseriata is een mosdiertjessoort uit de familie van de Candidae. De wetenschappelijke naam van de soort is voor het eerst geldig gepubliceerd in 1987 door d'Hondt.